# Maxim (revista)
Maxim es una revista internacional para hombres, ideada y lanzada en el Reino Unido en 1995, pero con sede en la ciudad de Nueva York desde 1997, y destacada por su fotografía de actrices, cantantes y modelos femeninas cuyas carreras están en su apogeo. Maxim tiene una circulación de alrededor de 9 millones de lectores cada mes. Maxim Digital llega a más de 4 millones de usuarios únicos cada mes. La revista Maxim publica 16 ediciones, vendidas en 75 países en todo el mundo.
En Estados Unidos, Maxim ha llegado a ser la segunda revista masculina más vendida —después de Playboy—, reportando una circulación de 2 517 450 de ejemplares en 2005. Esto es más de lo que venden sus competidoras, GQ, Esquire y Details, combinadas. Maxim está en la actualidad usando su nombre para comercializar otras revistas y proyectos.  
El 27 de febrero de 2014, el empresario Sardar Biglari, fundador de Biglari Holdings y Biglari Capital, compró Maxim. En septiembre de 2014, contrató a Kate Lanphear, exdirectora de estilo de Elle y T: The New York Times Fashion Magazine, como editora en un intento de rehacerla como un diario de lujo, estilo de vida y moda, con un salario anual que se pensaba que era más de $ 700 000.  
Durante el mandato de Lanphear, la edición de septiembre de 2015 presentó al actor Idris Elba en su portada, marcando la primera vez que la revista no tenía una mujer en la portada. Lanphear dejó la revista en noviembre de 2015.
En enero de 2016, Biglari asumió oficialmente el cargo de jefe de redacción de Maxim. El 13 de enero de 2016, Gilles Bensimon se unió a Biglari como director creativo especial.

## Expansión
Debido a su éxito en los principales mercados, Maxim se ha expandido a muchos otros países, como Argentina, India, Indonesia, Israel, Bélgica, Rumania, República Checa, Francia (comercializada como "Maximal"), Alemania, Bulgaria, Grecia, Italia, Corea, México, los Países Bajos, Polonia, Rusia, Serbia, Filipinas, Singapur, España, Tailandia, Ucrania y Portugal (comercializada como "Maxmen"). Una versión digital de la revista fue lanzada en 2005 para teléfonos móviles de veinte países de Europa y Asia.
En 1999 se creó MaximOnline.com, sitio que exhibe el contenido no incluido en la versión impresa. En él existen secciones exclusivas, como las galerías "Chicas de Maxim" y "La broma del día". "Maxim video" muestra videos musicales, entrevistas, sesiones fotográficas y contenido original. 
En enero de 2002, Dennis Publishing creó una división de videos que se vendían en tiendas y en Internet, Dennis Media Group. En el 2005, esta división fue disuelta y reestructurada para concentrarse en la creación de contenido multimedia para el área editorial de Dennis Digital.
El 5 de febrero de 2005, Maxim lanzó su propio canal de radio, Maxim Radio, a través de Sirius Satellite Radio. El 5 de junio de 2006, la revista anunció sus planes de construir un casino en Las Vegas Strip, cerca del Circus Circus Las Vegas. Todo quedó en nada cuando los propietarios de un condominio cercano se quejaron porque el edificio arruinaría su vista. El terreno fue vendido a MGM Mirage.
El 15 de junio de 2007, el grupo empresarial Quadrangle Group anunció la adquisición de la compañía madre de Maxim, Blender, Stuff y MaximOnline.com a través de su subsidiaria Alpha Media Group, aunque Maxim seguiría siendo publicada por Dennis Publishing en el Reino Unido hasta su cierre definitivo, en mayo de 2009.

## Latinoamérica
En diciembre de 2001, la Editorial Televisa publicó para América Latina y las comunidades hispanas de Estados Unidos la edición en español de la revista Maxim, su primera portada era la modelo y actriz colombiana Sofía Vergara. 
Desde su publicación en septiembre de 2004, en Argentina, la edición argentina de la revista Maxim comenzó a adaptarse y aproximarse a los estilos de las revistas estadounidenses para adultos Penthouse y Hustler publicando fotos de modelos y vedettes argentinas desnudas o semidesnudas en tanga y topless. La revista Maxim Argentina dejó de circular en marzo de 2013 y su última portada fue la modelo y vedette argentina Valeria Degenaro.
El 18 de septiembre de 2017, Epicurus Publishing S.A.P.I. de C.V. adquirió los derechos de la marca Maxim para algunos países de Latinoamérica en acuerdo con el licenciatario anterior, el grupo editorial Creatividad y Capital Comercial (CREACOM) y Maxim Inc., que relanzaron la marca en México en noviembre de 2014.
Esta editorial pertenece al grupo Epicurus Investments, una firma especializada en servicios financieros, como administración de activos, inversión de capital privado, asesoría en inversión, desarrollo de tecnología, consultoría y estructuración financiera. Maxim inicia una nueva etapa en México y Colombia con Epicurus Publishing. En diciembre de 2018, después de una mala administración, la revista hace su cierre en Colombia despidiendo a sus empleados, adeudándoles varios meses de trabajo. Su director y representante legal Carlos López López, organizador de varios festivales en Colombia, entre ellos Hot en Paraíso, nunca respondió por la deuda, asegurando que él solo era un empleado más, a pesar de que en los registros de la Cámara de Comercio, López tenía a cargo funciones como la de nombrar y remover empleados, así como de encargarse de preservar el capital de la sociedad, entre otros. También se sabe que la revista Maxim Colombia, por segunda vez incumplió el pago de sus empleados, debido a que anteriormente, en el año 2017,  la licencia de Maxim Latinoamérica estaba a cargo de  la empresa Creatividad y Capital Comercial; y esta decidió parar operaciones porque se queda sin recursos e incumple el pago de todos sus empleados.
Según el comunicado de prensa, esta adquisición busca "reafirmar y extender la presencia de Maxim en la región, así como solidificar su renovado ADN, que desde hace cuatro años tiene como misión que se identifique a Maxim como la marca de estilo de vida número 1 a nivel global".
La revista Maxim México dejó de circular producto de la pandemia de COVID-19 en septiembre de 2021. 
|        | Lista de portadas Maxim México en etapa de Editorial Creacom | Lista de portadas Maxim México en etapa de Editorial Creacom |
| ------ | ------------------------------------------------------------ | ------------------------------------------------------------ |
| 2014   |                                                              |                                                              |
| N.º 1  | Noviembre                                                    | Marjorie De Sousa                                            |
| N.º 2  | Diciembre                                                    | Jessica Alba                                                 |
| 2015   |                                                              |                                                              |
| N.º 3  | Enero                                                        | Eva Longoria                                                 |
| N.º 4  | Febrero                                                      | Lana Del Rey                                                 |
| N.º 5  | Marzo                                                        | Shay Mitchell                                                |
| N.º 6  | Abril                                                        | Candice Swanepoel                                            |
| N.º 7  | Mayo                                                         | Lily Aldrige                                                 |
| N.º 8  | Junio                                                        | Patricia Zavala                                              |
| N.º 9  | Julio                                                        | Charlie XCX                                                  |
| N.º 10 | Agosto                                                       | Stephanie Cayo                                               |
| N.º 11 | Septiembre                                                   | Emily DiDonato                                               |
| N.º 12 | Octubre                                                      | Rafael Amaya (primer hombre en portada)                      |
| N.º 13 | Noviembre                                                    | Alejandra Guilmant                                           |
| N.º 14 | Diciembre-enero                                              | Isabeli Fontana                                              |
| 2016   |                                                              |                                                              |
| N.º 15 | Febrero                                                      | Elsa Hosk                                                    |
| N.º 16 | Marzo                                                        | Daniela Botero                                               |
| N.º 17 | Abril                                                        | Marc Crosas                                                  |
| N.º 18 | Mayo                                                         | Mercedes-Benz C Coupé 250                                    |
| N.º 19 | Junio                                                        | Daniela de Jesús Cosío                                       |
| N.º 20 | Julio                                                        | Sara Sampaio                                                 |
| N.º 21 | Agosto                                                       | Stella Maxwell                                               |
| N.º 22 | Septiembre                                                   | Alejandra Infante                                            |
| N.º 23 | Octubre                                                      | Luis Fonsi                                                   |
| N.º 24 | Noviembre                                                    | Gaby Espino                                                  |
| N.º 25 | Diciembre-enero                                              | Joaquín Ferreira                                             |
| 2017   |                                                              |                                                              |
| N.º 26 | Febrero                                                      | María Fernanda Yepes                                         |
| N.º 27 | Marzo                                                        | Verónica Castilla                                            |
| N.º 28 | Abril-mayo                                                   | Bárbara Palvin                                               |
| N.º 29 | Junio                                                        | Daniela Botero                                               |
| N.º 30 | Julio                                                        | Pamela Burgos                                                |
| N.º 31 | Agosto                                                       | Hailey Baldwin                                               |
| N.º 32 | Septiembre                                                   | Nina Agdal                                                   |
| N.º 33 | Octubre                                                      | Bo Krsmanovic                                                |

|        | Lista de portadas Maxim México en etapa de Epicurus Publishing | Lista de portadas Maxim México en etapa de Epicurus Publishing |
| ------ | -------------------------------------------------------------- | -------------------------------------------------------------- |
| 2017   |                                                                |                                                                |
| N.º 34 | Noviembre                                                      | Chumel Torres                                                  |
| N.º 35 | Diciembre-enero                                                | Melissa Barrera                                                |
| 2018   |                                                                |                                                                |
| N.º 36 | Febrero                                                        | Caeli                                                          |
| N.º 37 | Marzo                                                          | Alexis Ren                                                     |
| N.º 38 | Abril                                                          | Regina Murguía (Jeans)                                         |
| N.º 39 | Mayo                                                           | Oribe Peralta                                                  |
| N.º 40 | Junio                                                          | Carolina Padrón                                                |
| N.º 41 | Julio                                                          | Yanet García                                                   |
| N.º 42 | Agosto                                                         | Majida Issa                                                    |
| N.º 43 | Septiembre                                                     | Daniela Magún (Kabah)                                          |
| N.º 44 | Octubre                                                        | África Zavala                                                  |
| N.º 45 | Noviembre                                                      | Ruz (Modelo)                                                   |
| N.º 46 | Diciembre-enero                                                | Ela Velden                                                     |
| 2019   |                                                                |                                                                |
| N.º 47 | Febrero                                                        | Karol G                                                        |
| N.º 48 | Marzo-abril                                                    | Paty Cantú                                                     |
| N.º 49 | Mayo                                                           | Stefanie Knight (modelo)                                       |
| N.º 50 | Junio                                                          | Carolina Gaitán                                                |
| N.º 51 | Julio                                                          | Shanina Shaik                                                  |
| N.º 52 | Agosto                                                         | Amanda Cerny                                                   |
| N.º 53 | Septiembre                                                     | Jimena Sánchez                                                 |